# Bratmilovce
Bratmilovce je naselje u gradu Leskovcu, Jablanički upravni okrug, Srbija. Prema popisu iz 2022. godine u Bratmilovcu je živio 3361 stanovnik.